# Viện Khoa học xã hội Trung Quốc
Viện Khoa học xã hội Trung Quốc; giản thể: 中国社会科学院; phồn thể: 中國社會科學院; bính âm: Zhōngguó Shèhuì Kēxuéyuàn), trực thuộc Quốc vụ viện Cộng hòa Nhân dân Trung Hoa, là tổ chức nghiên cứu khoa học xã hội hàng đầu và cao nhất của Cộng hòa Nhân dân Trung Hoa. Viện này được tạp chí Foreign Policy (Chính sách đối ngoại) mô tả là think tank hàng đầu ở châu Á.

## Lịch sử
Viện Khoa học xã hội Trung Quốc được thành lập vào tháng 5 năm 1977 nhằm mục đích thúc đẩy việc phát triển khoa học xã hội. Nó từng bị hủy diệt hoàn toàn trong Cách mạng văn hóa. Viện được hình thành từ 14 đơn vị nghiên cứu riêng rẽ của Ban Triết học và Khoa học Xã hội thuộc Viện hàn lâm Khoa học Trung Quốc. Chủ tịch đầu tiên của Viện là Hồ Kiều Mộc, người nắm giữ chức này cho tới khi qua đời. Chủ tịch hiện nay của Viện là giáo sư Tạ Phục Chiêm.

## Tổ chức
Viện hàn lâm Khoa học Xã hội Trung Quốc có 5 ban ngành:
- Triết học, Văn học và Sử học
- Kinh tế học
- Luật học, Xã hội học và Chính trị học
- Nghiên cứu quốc tế
- Nghiên cứu chủ nghĩa Marx

Các đơn vị nghiên cứu được thành lập sau đó. Hiện nay Viện có 34 cơ quan nghiên cứu, hơn 90 trung tâm nghiên cứu, và một học viện chuyên đào tạo nghiên cứu sinh (中国社会科学院研究生院); ngoài ra Viện cũng phụ trách 105 cộng đồng đại học quốc gia trên khắp nước.

## Các viện và Trung tâm nghiên cứu
- Viện Kinh tế (经济研究所)
- Viện Văn học (文学研究所)
- Viện Nghiên cứu Ngôn ngữ (语言研究所);
- Viện Khảo cổ (考古研究所)
- Viện Lịch sử (历史研究所);
- Viện Luật (法学研究所)
- Viện Triết (哲学研究所)
- Viện Xã hội học (社会学研究所)
- Viện Nghiên cứu Chính trị (政治学研究所)
- Viện Nghiên cứu Tài chính (金融研究所)
- Viện Kinh tế công nghiệp (工业经济研究所)
- Viện Nghiên cứu Thương mại (财贸经济研究所)
- Viện Nghiên cứu Báo chí và Truyền thông (新闻与传播研究所)
- Viện Lịch sử cận đại (近代史研究所)
- Viện Nghiên cứu chủ nghĩa Marx, Lênin và Mao Trạch Đông (马克思列宁主义毛泽东思想研究所)
- Viện Dân số học (人口与劳动经济研究所)
- Viện Dân tộc học (民族研究所)
- Viện Nghiên cứu Dân tộc thiểu số (少数民族文学研究所)
- Viện Nghiên cứu Lịch sử thế giới (世界历史研究所)
- Viện Nghiên cứu Tôn giáo thế giới (世界宗教研究所)
- Viện Nghiên cứu Văn học nước ngoài (外国文学研究所)
- Viện Kinh tế và chính trị thế giới (世界经济与政治研究所)
- Viện Nghiên cứu Phát triển nông thôn (农村发展研究所)
- Viện Kinh tế kỹ thuật và thống kê (数量与技术经济研究所)
- Viện Nghiên cứu Hoa Kỳ (美国研究所)
- Viện Nghiên cứu Nhật Bản (日本研究所)
- Viện Nghiên cứu châu Âu (欧洲研究所)
- Viện Nghiên cứu Tây Âu và Trung Á (东欧中亚研究所)
- Viện Nghiên cứu Tây Á và châu Phi (西亚非洲研究所)
- Viện Nghiên cứu châu Mỹ Latinh (拉丁美洲研究所)
- Viện Nghiên cứu Đài Loan (台湾研究所)
- Viện Nghiên cứu châu Á-Thái Bình Dương (亚洲太平洋研究所)
- Trung tâm nghiên cứu lịch sử đất đai và biên giới Trung Quốc (中国边疆史地研究中心)
- Trung tâm nghiên cứu phát triển thành thị và môi trường (城市发展与环境研究中心).

## Chức viện sĩ
Viện có hai loại viện sĩ: viện sĩ hoạt động và viện sĩ danh dự. Chức viện sĩ được phong tặng suốt đời.
Hiện nay, Viện có 47 viện sĩ hoạt động và 95 viện sĩ danh dự cùng hơn 3.200 học giả cộng tác.

## Xuất bản
Nhà xuất bản Khoa học Xã hội Trung Quốc (tiếng Trung: 中国社会科学出版社; bính âm: Zhōngguó Shèhuì Kēxué Chūbǎnshè) được thành lập trong tháng 6 năm 1978 dưới sự bảo trợ của Viện hàn lâm Khoa học Xã hội Trung Quốc, đã xuất bản hơn 8.000 đầu sách.

## Các chủ tịch Viện
1. Hồ Kiều Mộc (胡乔木): 1977-1982
2. Mã Hòng (马洪): 1982-1985
3. Hồ Kiều Mộc: 1985-1988
4. Hồ Thằng (胡绳): 1988-1998
5. Lý Thiết Ánh (李铁映): 1998-2003
6. Trần Khuê Nguyên (陈奎元): 2003–2013
7. Vương Vĩ Quang (王伟光): Tháng 4 năm 2013 - tháng 3 năm 2018
8. Tạ Phúc Chiêm (谢伏瞻): Tháng 3 năm 2018 - nay